# Universidad Iberoamericana Tijuana
La Universidad Iberoamericana Tijuana es una institución que ofrece enseñanza superior, forma parte del Sistema Universitario Jesuita y fue fundada en 1982. Actualmente se ubica en la delegación de Playas de Tijuana. La Ibero Tijuana es la única Ibero en provincia que depende directamente de la Universidad Iberoamericana Ciudad de México

## Historia
- 1981 - Fís. Alfonso C. González Quevedo y Bruzón, S.J. queda al frente de la entonces futura institución.
- 1982 - Se da oficialmente el Plantel Noroeste de la Universidad Iberoamericana. En un principio, las instalaciones estaban divididas, se rentaba un local y se utilizaba parte de las instalaciones del Colegio la Paz. Más adelante se cambian a lo que había sido alguna vez el Hospital Civil de la ciudad para las licenciaturas y el Bachillerato fue trasladado a un edificio rentado, en Playas de Tijuana.
- 1982 - En la Universidad solo se ofertaban los estudios de Bachillerato y las licenciaturas en Arquitectura, Diseño Gráfico y Derecho.
- 1985 - Se coloca la primera piedra del edificio, que simboliza donde se edificará el plantel de la institución.[2]

## Campus
La Universidad Iberoamericana Tijuana está ubicada en Avenida Centro Universitario 2501, Playas de Tijuana.
Generalidades:
- Biblioteca
- Sala de Videoconferencias
- Aula Magna
- Gimnasio
- Casa Manresa (De Retiros y Ejercicios Espirituales)
- Cafeterías
- Estacionamiento
- Salas de Computo
- Salas de Computo Mac
- Centro de Comunicación Audiovisual y Multimedia.

## Programas Académicos de la Universidad Iberoamericana Tijuana

### Licenciaturas
- Administración de Empresas
- Administración de Negocios Internacionales
- Arquitectura
- Comunicación
- Derecho
- Enfermería
- Ingeniería Industrial
- Ingeniería Mecatrónica Industrial
- Nutrición y Ciencia de los Alimentos
- Psicología

- Cursos Postécnicos en Enfermería: 
  - Administración y Docencia
  - Cuidados Intensivos
  - Enfermería Pediátrica
  - Enfermería Quirúrgica
  - Salud Pública

### Posgrados

##### Maestría
- Maestría en Diseño Gráfico Digital
- Maestría en Desarrollo Urbano Área en Sistemas de Información Geográfica
- Maestría en Docencia
- Maestría en Derecho
- Maestría en Gestión y Políticas Públicas
- Maestría de Facilitación en Desarrollo Humano
- Maestría en Logística Internacional
- Maestría en Gestión Ejecutiva Internacional
- Maestría en Desarrollo Organizacional
- Maestría en Liderazgo

##### Doctorado
- Doctorado en Educación